# 亞先湖
57°12′51″N 29°20′47″E / 57.21417°N 29.34639°E
亞先湖（俄语：Ясень），是俄羅斯的湖泊，位於該國西北部，由普斯科夫州負責管轄，處於新勒熱夫區，面積1平方公里，集水區面積1.4平方公里，平均水深3.5米，最大水深6米。